# The Dance (Faithless)
The Dance è il sesto album discografico in studio del gruppo musicale Faithless, pubblicato nel maggio 2010. La cantante Dido partecipa in due brani.

## Tracce
1. Not Going Home – 6:40
2. Feel Me – 7:28
3. Crazy Bal'heads – 3:27
4. Comin Around – 7:26
5. Tweak Your Nipple – 7:10
6. Flyin Hi – 7:13
7. Love is My Condition – 5:22
8. Feelin Good – 7:08
9. North Star – 6:04
10. Sun to Me – 7:51